# Sound Sun Pleasure!!
Sound Sun Pleasure!! ist ein Jazzalbum von Sun Ra. Die 1958 entstandenen Aufnahmen erschienen 1970 als Langspielplatte auf El Saturn Records, 1996 in erweiterter Form als Compact Disc auf Evidence Records. In Kombination mit verschiedenen weiteren Alben von Sun Ra erschien das Album auf CD bei Phoenix (2011) und bei Solar Records (2012). 2014 wurde das Original-Album bei Enterplanetary Koncepts in einer von Irwin Chusid und Michael D. Anderson restaurierten Fassung als Download in der Reihe The 2014 Sun Ra Centennial Remastered Classics Series wiederveröffentlicht.

## Hintergrund
Die 1950er-Jahre waren eine kreative Phase und eine Zeit des Übergangs für Sun Ra und andere Jazz-Arrangeure aus Chicago, wie etwa Quincy Jones. Sun Ra war einer seiner lokalen Zeitgenossen und arrangierte zu dieser Zeit für große und kleine Bands, angeführt von Bandleadern wie Fletcher Henderson und Red Saunders, sowie für Rhythm-&-Blues- und Doo-Wop-Ensembles. Obwohl Sun Ra nicht den Charts-Erfolg von Quincy Jones erzielte (der später in den Pop-Markt wechseln sollte), war er für seine raffinierten und zunehmend eigenwilligen Jazz-Arrangements sehr gefragt.
Die Tracks 1 bis 6 wurden ursprünglich als LP 1970 Sun Sound Pleasure (Saturn 512) veröffentlicht. Das Material wurde vermutlich zwischen 1958 und 1960 in Chicago aufgenommen; die Online Discography bei temple.net legte sich auf 1958 fest. Hingegen geht Irwin Chusid davon aus, dass Sound Sun Pleasure!! bei denselben Sessions im März 1959 aufgenommen wurde, bei denen auch das Instrumentalalbum Jazz in Silhouette entstand. Das Album weise eine nahezu identische Besetzung auf. Die Aufnahmen blieben auf jeden Fall über zehn Jahre im Regal, bevor sie schließlich 1970 veröffentlicht wurden. Während Jazz in Silhouette aus Eigenkompositionen von Sun Ra bestand, interpretierte er auf Sound Sun Pleasure!! zwei Stücke, die er zusammen mit dem Trompeter Hobart Dotson komponiert hatte, des Weiteren vier Jazzstandards, von denen zwei „’Round Midnight“ und „Back in Your Own Backyard“ hier von Hattie Randolph (* 1932, oder „Hattye“, wie ihr Name in den Saturn-LP-Credits geschrieben wurde) gesungen werden. Das Instrumentalstück „Enlightment“ ist identisch mit der Version, die auf Jazz in Silhouette erschienen ist. Der Grund für das überlappende Erscheinen dieser Version auf beiden Alben ist unbekannt.
Bei der Neuausgabe des Albums in CD-Form bei Evidence Records wurde die Stücke der A-Seite der LP Deep Purple (El Saturn Records 485), das 1973 erschienen war, hinzugefügt. Diese zusätzlichen Titel 7 bis 13 sind die frühesten bekannten Aufnahmen von Sun Ra unter eigenem Namen, darunter „Deep Purple“ mit Stuff Smith an der Geige. Dieser Titel wurde spätestens zwischen 1953 und 1954 aufgenommen, die Titel 8 bis 13, die in verschiedenen Combobesetzungen und Solo entstanden sind, vermutlich 1955. Die Ausgabe von 2014 beschränkt sich auf die Titel der ursprünglichen Platte.

## Titelliste
- Sun Ra: Sound Sun Pleasure!! (El Saturn Records SR-512)[6]

A1 ’Round Midnight (Hanighen, Williams, Monk)

A2 You Never Told Me That You Care (Hobart Dotson, Sun Ra)

A3 Hour of Parting (Marcellus Schiffer, Mischa Spoliansky)

B1 Back in Your Own Back Yard (Al Jolson, Billy Rose, Dave Dreyer)

B2 Enlightenment (Hobart Dotson, Sun Ra)

B3 ’Could Have Danced All Night (Al Lerner & Frederick Loewe)

- Sun Ra and His Astro Infinity Arkestra – Sound Sun Pleasure!! (Evidence ECD 22014-2)[7]

1. ’Round Midnight (Hanighen, Williams, Monk) 3:55
2. You Never Told Me That You Care (Dotson, Sun Ra) 5:37
3. Hour of Parting (Schiffer, Spoliansky) 4:53
4. Back in Your Own Backyard (Jolson, Rose, Dreyer) 2:07
5. Enlightenment (Dotson, Sun Ra) 5:09
6. I Could Have Danced All Night (Lerner, Loewe) 3:11
7. Deep Purple (Mitchell Parish, Peter DeRose) 4:03’
8. Piano Interlude (Sun Ra) 1:56
9. Can This Be Love (Billy Dawn Smith, James Paul Warburg) 6:01
10. Dreams Come True (Sun Ra) 3:08
11. Don’t Blame Me (Dorothy Fields, Jimmy McHugh) 2:53
12. ’S Wonderful (Ira Gershwin, George Gershwin) 2:18
13. Lover Come Back to Me (Oscar Hammerstein II, Sigmund Romberg) 2:49

## Rezeption
Richard Cook und Brian Morton zeichneten das Album in der Evidence-Fassung in The Penguin Guide to Jazz mit dreieinhalb Sternen aus.
Als Sammlung meist bekannter Melodien könne das kurze, nur circa 25 Minuten lange Album als zugängliche Einführung in die Musik des Maestros für diejenigen dienen, denen sein experimentelles und avantgardistisches Werk wahrscheinlich schwer verständlich ist, schrieb Irwin Chusid. Die Soli des Tenorsaxophonisten John Gilmore und des Baritonsaxophonisten Pat Patrick würden den Arrangements das [typische] „Hard Bop“-Feeling von Chicago verleihen. Das Material des Albums zeige aber auch Sun Ras sanfte Seite mit einer bewegenden Interpretation von Thelonious Monks Klassiker „’Round Midnight“, während sich die Sun Ra/Hobart Dotson-Kollaboration „You Never Told Me That You Cared“ als majestätische Ballade entfalte, bevor sie in der Mitte plötzlich das Tempo beschleunigt.
Lindsay Planer verlieh dem Album (in Form der Evidence-Edition) in Allmusic vier Sterne und schrieb, die Musik könne gut als Ausgangspunkt für Partys für Hörer empfohlen werden, die sich nicht an die späteren und äußerst aggressiven freien und avantgardistischen Neigungen des Künstlers gewöhnen wollen. Hatty Randolph trage ein paar raffinierter Gesangseinlagen mit den Coverversionen von „Round Midnight“ und „Back in Your Own Backyard“ bei. Die Arkestra ergänze Randolphs vollmundige Darbietung mit solcher Finesse, dass es ein Wunder sei, dass es keine Hinweise auf eine weitere Zusammenarbeit mit der Sängerin gibt. Sie füge eine bluesige Melancholie hinzu, die die Instrumentierung gelungen ausgleiche. „You Never Told Me That You Care“ wiederum demonstriere auf beeindruckende Weise Ras unübertroffene Besetzung und seinen überragenden Sinn für Melodien. Das mitreißende und träge Tempo lasse die Melodie organisch entwirren. „Enlightenment“ sei bezeichnender für Ras komplexen Ansatz sowie den Stil, der sein späteres Werk prägen sollte, was durch die Schärfe der Band um die vergleichsweise progressiven Obertöne herum deutlich werde.